# 3304-es mellékút (Magyarország)
A 3304-es számú mellékút egy közel tíz kilométer hosszú, négy számjegyű országos közút Borsod-Abaúj-Zemplén vármegye déli részén; Szentistván település számára biztosít összeköttetést Mezőkeresztes és Mezőnyárád, illetve az országos közúthálózat e térséget érintő, főbb útvonalai irányában.

## Nyomvonala
A 3-as főútból ágazik ki, annak 148+850-es kilométerszelvényénél, Mezőnyárád külterületének déli részén. Délkelet felé indul, de az első méterei után délebbi irányt vesz. Elhalad a település temetője, majd annak legdélebbi házai mellett is, ott a Keresztesi út nevet viseli. 800 méter megtétele után, már ismét külterületen keresztezi a Hatvan–Miskolc–Szerencs–Sátoraljaújhely-vasútvonalat, előtte néhány lépéssel kiágazik belőle nyugat-délnyugati irányban a 33 306-os számú mellékút, amely Mezőkeresztes-Mezőnyárád vasútállomásra vezet.
Alig másfél kilométer megtételét követően az út Mezőkeresztes közigazgatási területére ér, és 2,2 kilométer után be is lép a település belterületére, ahol a Rákóczi Ferenc utca nevet veszi fel. A 2+750-es kilométerszelvénye táján, a község központjának nyugati szélén egy elágazáshoz ér: keleti irányban a 3305-ös út ágazik ki belőle, a 3304-es pedig dél felé folytatódik, egy aránylag rövid szakaszon Jókai Mór utca, majd egy kisebb irányváltás után a község déli széléig Szentistváni út néven.
5,3 kilométer után lép ki teljesen Mezőkeresztes lakott területéről, majd néhány száz méterrel arrébb felüljárón áthalad az M3-as autópálya fölött. 7,8 kilométer megtételét követően lép át Szentistván község közigazgatási területére, ugyanott egy kisebb vízfolyást is keresztez. Nagyjából 8,5 kilométer után ér be ez utóbbi település lakott területére, ahol az Alkotmány utca nevet viseli. A 3303-as útba beletorkollva ér véget, annak nagyjából a 9+200-as kilométerszelvényénél.
Teljes hossza, az országos közutak térképes nyilvántartását szolgáló kira.gov.hu adatbázisa szerint 9,447 kilométer.